# Кокуйське міське поселення
Коку́йське міське поселення (рос. Кокуйское городское поселение) — міське поселення у складі Стрітенського району Забайкальського краю Росії.
Адміністративний центр — селище міського типу Кокуй.

## Населення
Населення міського поселення становить 7174 особи (2019; 7386 у 2010, 8345 у 2002).

## Склад
До складу міського поселення входять:
| Населений пункт             | Населення, осіб (2002) | Населення, осіб (2010) |
| --------------------------- | ---------------------- | ---------------------- |
| Баян, село                  | 19                     | 13                     |
| Кокуй, селище міського типу | 8119                   | 7179                   |
| Усть-Курлич, село           | 207                    | 194                    |